# Melendugno
Melendugno (Melendugnu o Malandugnu in dialetto salentino) è un comune italiano di 10 011 abitanti della provincia di Lecce in Puglia.
Situato nel Salento centro-orientale, è posizionato tra il capoluogo provinciale e Otranto. Centro agricolo, possiede un vasto feudo, che ne fa il quarto comune della provincia per estensione, e beneficia del notevole flusso turistico legato alle sue marine (Torre Specchia Ruggeri, San Foca, Roca, Torre dell'Orso, Torre Saracena, Sant'Andrea), poste lungo la costa adriatica salentina. Comprende la sola frazione di Borgagne, situata a 4 km dalla costa.

## Geografia fisica

### Territorio
La cittadina di Melendugno, situata nell'entroterra a sud-est di Lecce, sorge a 36 m s.l.m. e dista 6,5 km dalla costa adriatica. Il territorio comunale, il quarto più esteso della provincia dopo Lecce, Nardò e Ugento, occupa una superficie di 91,03 km² e confina a nord con il comune di Vernole, a est con il Mare Adriatico, a sud con il comune di Otranto, a ovest con i comuni di Carpignano Salentino e Calimera. Comprende la popolosa frazione di Borgagne.
Si affaccia sul mare con un litorale di oltre 15 km che comprende, da nord a sud, Torre Specchia Ruggeri, San Foca, Roca e Sant'Andrea. Il litorale, caratterizzato da un susseguirsi di spiaggette, insenature, dune e calette e dalla presenza di piatti isolotti nella zona settentrionale e di faraglioni in quella meridionale, ospita ampie aree pinetate e diverse specie arbustive della macchia mediterranea. Dalla costa melendugnese talvolta è possibile vedere ad occhio nudo l'isola di Saseno e i rilievi montuosi dell'Albania.
Dal 2010 al 2018 le marine melendugnesi hanno ottenuto ogni anno il riconoscimento della Bandiera Blu.

## Origini del nome
Secondo la leggenda Malennio avrebbe fondato Syrbar, primo nome della località costiera Roca, che significa Città del Sole, nonché Lyppiae (attuale Lecce) e Rudiae.
Perciò il toponimo di Melendugno nasce dalla radice del suo nome, Malen-nio.
In seguito si trasformò da Malandugno (portatore di sventura) a Melendugno (portatore di dolcezza).
Un'altra ipotesi, supportata anche dallo stemma comunale, riconduce l'origine del nome al miele e all'attività delle api; il miele viene chiamato in dialetto locale mele.

## Storia
Le prime testimonianze abitative nel territorio di Melendugno sono riconducibili all'età del Bronzo; risalgono a quest'epoca i due dolmen Placa e Gurgulante individuabili nelle immediate campagne della cittadina in direzione di Calimera.
Il primo insediamento abitativo vero e proprio è rappresentato invece da Roca Vecchia. Il sito, frequentato sin dalla preistoria, sorse come città fortificata già nel XV-XI secolo a.C. Ricostruita dalle popolazioni messapiche nel IV-III secolo a.C., il cui nome pare fosse Thuria Sallentina, venne abbandonata in epoca romana e nuovamente abitata nell'Alto medioevo da anacoreti, provenienti perlopiù dall'Impero Romano d'Oriente, che col tempo costituirono una comunità, abitando in una serie di grotte scavate nel calcare. Agli inizi del XIV secolo, Gualtieri di Brienne, conte di Lecce, ricostruì Roca facendone una città fortificata, ma nel 1480 subì le incursioni turche. Liberata nel 1481, divenne successivamente rifugio di corsari barbareschi, tanto che nel 1544 Ferrante Loffredo, governatore della provincia di Terra d'Otranto, dette l'ordine di raderla al suolo.
La distruzione di Roca Vecchia determinò la nascita, nell'entroterra, di un piccolo villaggio Roca Nuova abitato fino al XIX secolo, quando fu abbandonato definitivamente a causa delle condizioni malsane della zona circostante.
Per quanto riguarda il centro urbano di Melendugno, pare abbia avuto origine verso l'XI secolo con l'arrivo dei Normanni, successivamente al periodo delle guerre tra Saraceni e Greci. Sotto i Normanni, i monaci basiliani
 si stanziarono sul territorio costruendo cripte e abbazie e sviluppando
 l'agricoltura e la letteratura. A Melendugno fondarono l'Abbazia di San Niceta, i cui resti sono rappresentati dalla piccola chiesa situata nei pressi del cimitero.
Come per gli altri centri del Salento, anche Melendugno conobbe le vicende feudali. Intorno al 1335 apparteneva ai Garzya, poi fu la volta dei Del Saba e dei De Palacis. Nel XIV secolo fu acquistato dai Paladini, il cui ramo principale si estinse con la morte di Giorgio Antonio nel 1656. Passò ai Maresgallo e quindi nel 1680 ai D'Afflitto che regnarono per breve tempo in quanto costretti a vendere il casale ai D'Amely per saldare i debiti contratti. I D'Amely regnarono su Melendugno fino al 1806, anno in cui Giuseppe Bonaparte abolì la feudalità nel Regno di Napoli.

### Clima
Dal punto di vista meteorologico Melendugno rientra nel territorio del Salento orientale che presenta un clima mediterraneo, con inverni miti ed estati caldo umide. In base alle medie di riferimento, la temperatura media del mese più freddo, gennaio, si attesta attorno ai +9 °C, mentre quella del mese più caldo, agosto, si aggira sui +24,7 °C. Le precipitazioni, frequenti in autunno ed in inverno, si attestano attorno ai 626 mm di pioggia/anno. La primavera e l'estate sono caratterizzate da lunghi periodi di siccità.
Facendo riferimento alla ventosità, i comuni del Salento orientale sono influenzati fortemente dal vento attraverso correnti fredde di origine balcanica, oppure calde di origine africana.
| Melendugno                 | Mesi | Mesi | Mesi | Mesi | Mesi | Mesi | Mesi | Mesi | Mesi | Mesi | Mesi | Mesi | Stagioni | Stagioni | Stagioni | Stagioni | Anno |
| Melendugno                 | Gen  | Feb  | Mar  | Apr  | Mag  | Giu  | Lug  | Ago  | Set  | Ott  | Nov  | Dic  | Inv      | Pri      | Est      | Aut      | Anno |
| -------------------------- | ---- | ---- | ---- | ---- | ---- | ---- | ---- | ---- | ---- | ---- | ---- | ---- | -------- | -------- | -------- | -------- | ---- |
| T. max. media (°C)         | 12,6 | 13,2 | 15,0 | 18,3 | 22,6 | 26,8 | 29,2 | 29,6 | 26,2 | 21,8 | 17,6 | 14,2 | 13,3     | 18,6     | 28,5     | 21,9     | 20,6 |
| T. min. media (°C)         | 5,6  | 5,8  | 7,2  | 9,5  | 13,1 | 17,0 | 19,5 | 19,9 | 17,3 | 13,7 | 9,9  | 7,1  | 6,2      | 9,9      | 18,8     | 13,6     | 12,1 |
| Precipitazioni (mm)        | 71   | 60   | 65   | 40   | 33   | 20   | 16   | 22   | 49   | 80   | 97   | 74   | 205      | 138      | 58       | 226      | 627  |
| Umidità relativa media (%) | 78,7 | 78,2 | 77,8 | 77,3 | 76,2 | 72,9 | 70,9 | 72,4 | 76,5 | 79,2 | 80,5 | 80,3 | 79,1     | 77,1     | 72,1     | 78,7     | 76,7 |

- Classificazione climatica di Melendugno:[9]
  - Zona climatica: C
  - Gradi giorno: 1147

## Monumenti e luoghi d'interesse

### Architetture religiose

#### Chiesa madre di Maria SS. Assunta
La chiesa madre di Maria SS. Assunta, risalente al XVI secolo, presentava in origine una sola navata, l'attuale centrale, con pianta a croce latina. Al suo interno, sotto il piano pavimentale, trovano posto diciannove sepolture. Il Settecento rappresentò un periodo di grandi trasformazioni per l'edificio sacro che venne allargato con le due navate laterali e dotato di campanile (1696). Nel 1774, come rivela l'epigrafe sotto la statua dell'Assunta, fu rielaborato il prospetto a due ordini mentre, sul finire del XIX secolo, l'interno venne arricchito da un nuovo coro e dalle cappelle dedicate al Crocifisso, al Sacramento e a San Niceta. All'interno sono da ammirare i seicenteschi altari come quello dedicato alla Madonna del Rosario, opera di Aprile Petrachi che realizzò anche il crocifisso ligneo, il paliotto in pietra leccese dipinta raffigurante l'Ultima Cena, parte dell'antico altare maggiore e la cinquecentesca porta della sacrestia.

#### Abbazia di San Niceta

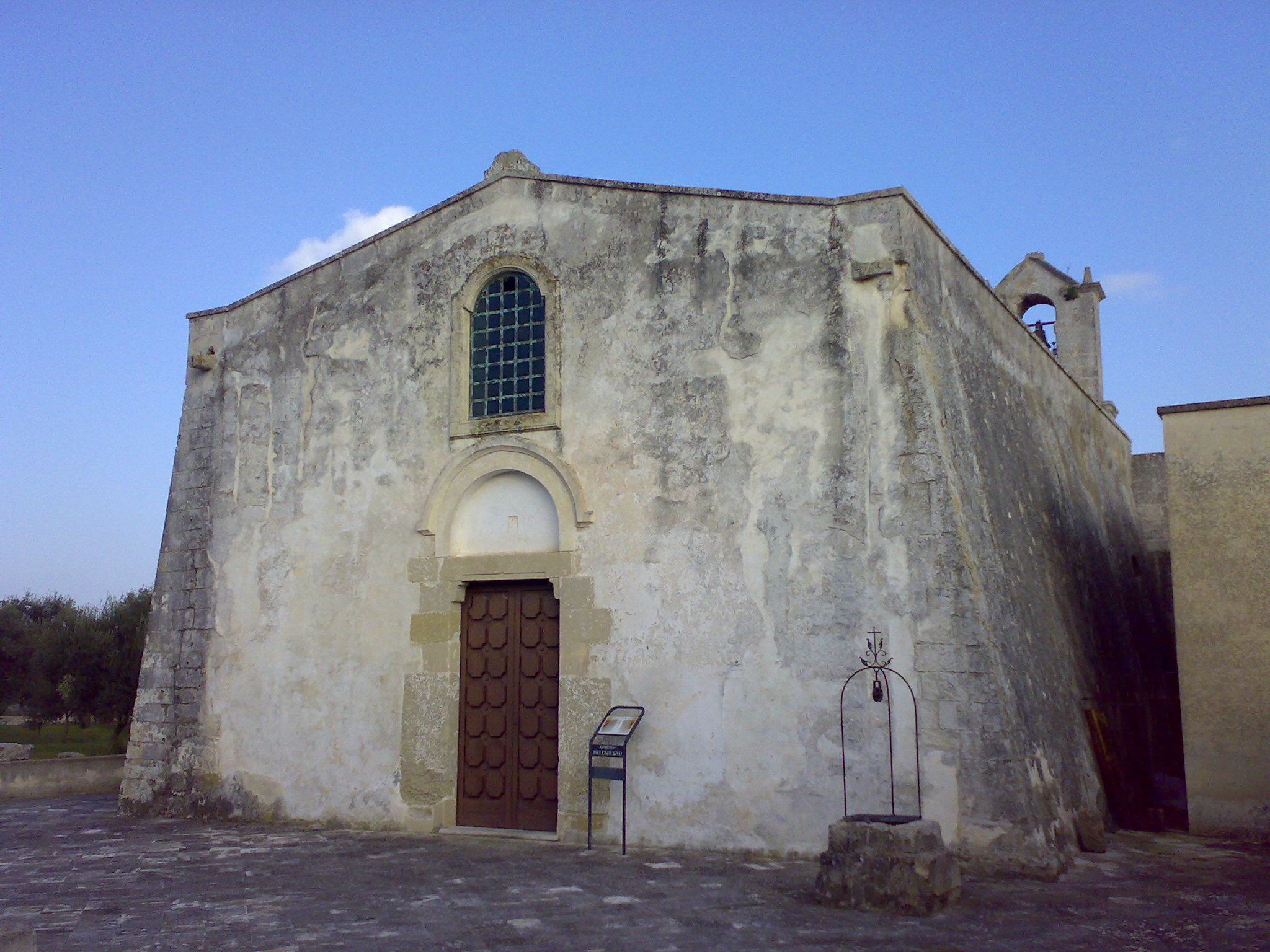
Abbazia di San Niceta

L'abbazia di San Niceta, secondo le fonti dello storico Ferrari, sarebbe stata fondata nel 1167 da Tancredi d'Altavilla e fu retta dai monaci basiliani. Dell'antica abbazia, dipendente dal Monastero di San Nicola di Casole presso Otranto, rimane solo la chiesa e qualche rudere del monastero visibile nella zona presbiteriale.
La chiesa, a pianta rettangolare e con presbiterio quadrato, presenta tre archi gotici che sostengono la copertura a volta. La ristrutturazione gotica deve essere avvenuta intorno alla fine del '400, ipotesi confermata dalla datazione dei trittici affrescati nelle arcate della parete sinistra. Cominciando dalla prima arcata sono raffigurati Sant'Antonio da Padova a destra, San Paolo al centro, San Nicola a sinistra, con una impostazione tipicamente quattrocentesca. Nell'arcata centrale si distingue una Santa di difficile identificazione, una Crocifissione e San Rocco. L'ultima arcata ospita gli affreschi della Madonna col Bambino, di San Vito e di Sant'Antonio Abate. In fondo alla parete del coro si trovano gli affreschi datati per ben due volte al 1563: la Crocifissione con la Vergine e San Giovanni Evangelista, il Cristo piagato con l'iscrizione Mors mea vita tua e la Madonna di Loreto raffigurata col Bambino in braccio, secondo la tradizionale iconografia.

#### Chiesa dell'Immacolata

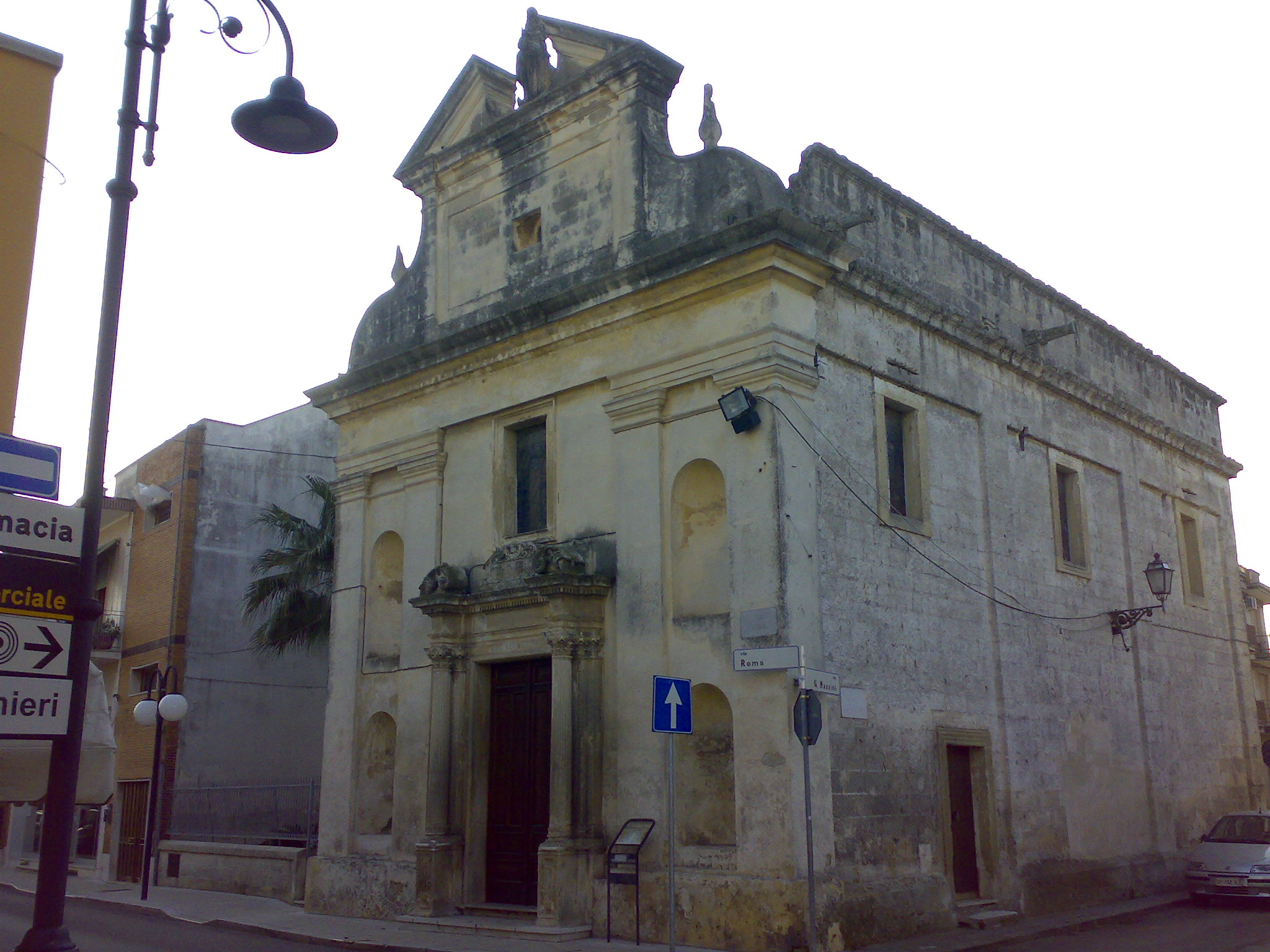
Chiesa dell'Immacolata

La chiesa dell'Immacolata fu costruita nel 1666 ai margini delle mura della città e in prossimità della porta che conduceva a San Foca. Essendo quindi periferica ed in una posizione esposta si ritenne necessario dotarla di qualche elemento difensivo. Fu dotata di un robusto ed alto parapetto, tuttora esistente, che, inutile dal punto di vista estetico, si presentava adattissimo a offrire riparo a chi, prendendo la mira delle feritoie praticate lungo i prospetti di tramontana, ponente e scirocco, aveva il compito di reagire contro gli assalitori.
Il portale, datato 1678, aprendosi sul prospetto est mostra sulla trabeazione i minuti caratteri che tramandanoin quattro righe l'originario titolo della chiesa: OLIM BAPTISTAE NUNC SUM SACRATA MARIAE/IN VENTRE HIC SANCTUS, SED MARIA ANTE FUIT/IMMACULATA DEI MATER CONCEPTA: REFECIT/HAEC PATRIA HOC TEMPLUM; GLORIA SUMMA DEO. L'intera parete del lato ovest occupa l'altare maggiore, che, datato al 1698, incastona in un capriccioso intreccio di fiori, frutti, angeli e uccelli, la tela di San Giovanni Battista, originario titolare e quelle della Vergine Immacolata, di Santa Lucia e Santa Marina. Di epoca successiva è l'altare laterale intitolato a San Donato, innalzato nel 1777 a spese dei devoti.

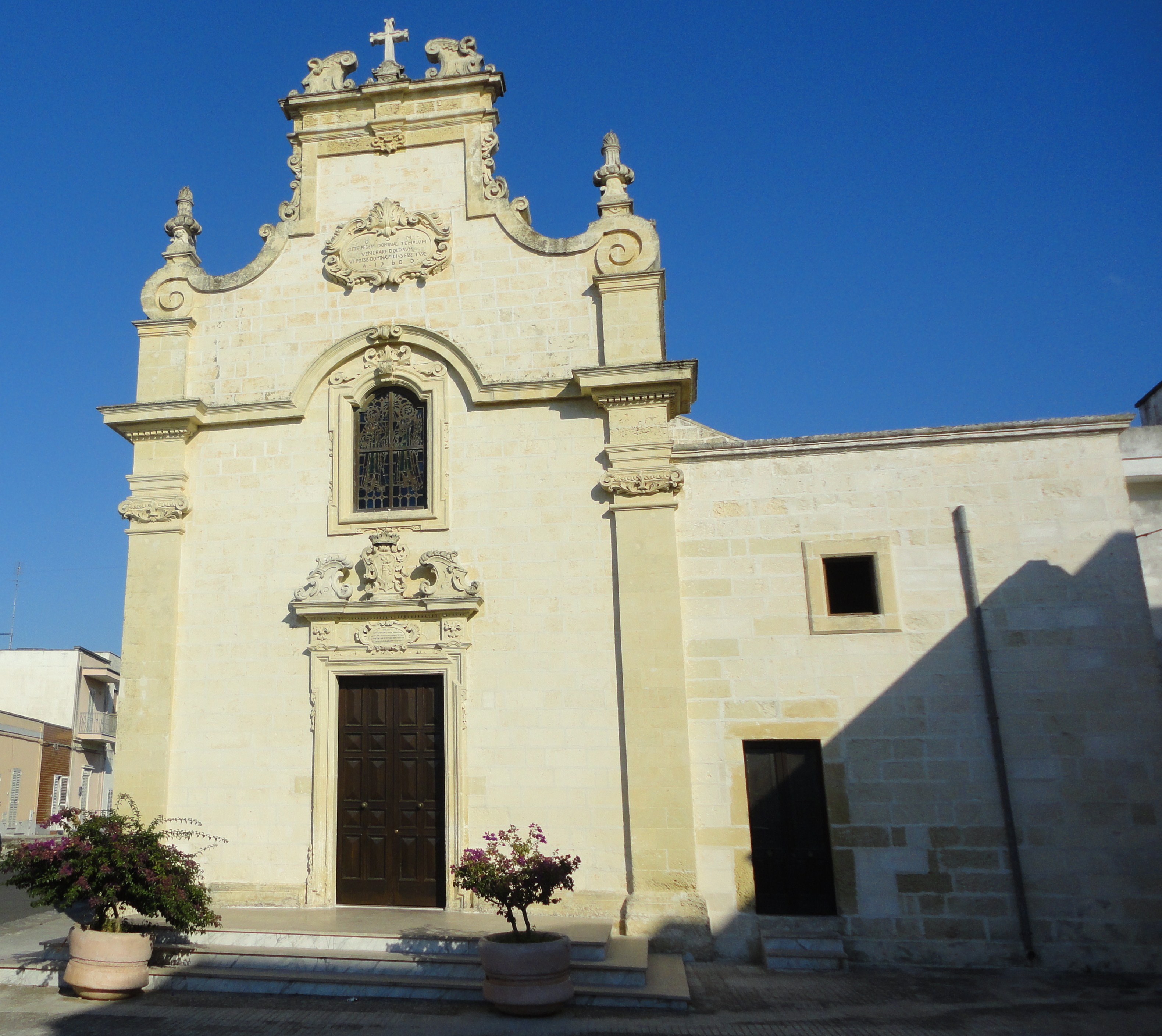
Chiesa dei Santi Medici

#### Altre architetture religiose
- Edicola della Madonna del Buon Consiglio
- Cappella dell'Annunziata (Via Roma) (costruita nel XVII secolo dai Paladini)
- Chiesa detta dei Santi Medici, dedicata all'Addolorata (1759) All'interno dei locali ad uso sacrestia è possibile visitare una mostra fotografica permanente dedicata ai Santi Medici.

### Architetture civili
- Il centro storico di Melendugno è caratterizzato dalla presenza di frequenti case a corte medievali costituite da un cortile centrale sul quale si affacciano i vari ambienti abitativi.
- I frantoi ipogei (detti "trappiti") sono degli antri sotterranei privi di luce e scavati nel banco calcareo utilizzati per la produzione dell'olio di oliva. Venivano costruiti sotto terra per poter sfruttare la maggiore costanza termica e proteggere il prodotto dagli sbalzi della temperatura.

### Architetture militari

#### Palazzo Baronale D'Amely

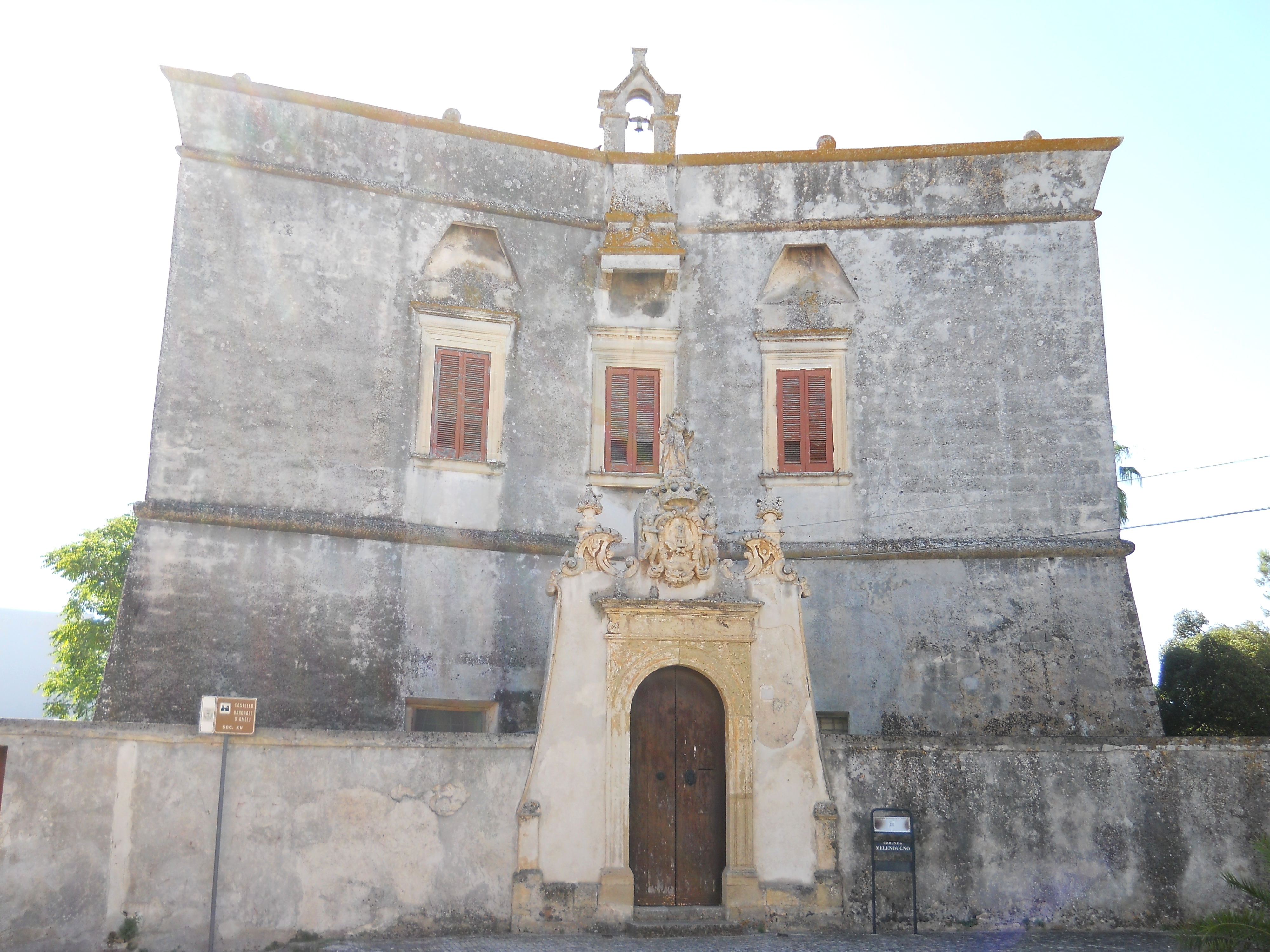
Palazzo baronale D'Amely

Il Palazzo Baronale D'Amely, chiamato anche castello, si presenta come una grande torre poligonale edificata su progetto del celebre ingegnere militare Gian Giacomo dell'Acaya nella seconda metà del XVI secolo su commissione di Pompeo Paladini, settimo barone di Melendugno e Lizzanello. La pianta stellare dell'edificio trova solo tre confronti in tutta la Puglia. La torre, un tempo circondata dal fossato, sorgeva isolata rispetto alla cerchia delle mura medievali, divenuta probabilmente un sistema difensivo poco efficace.
Alta 12,50 metri con mura di 4,5 metri, presenta una base scarpata e una facciata divisa da due tori marcapiano. L'accesso era possibile attraverso un ponte levatoio, protetto sulla verticale da una caditoia. Con l'avvento dei baroni D'Amely, il ponte levatoio fu sostituito con uno in muratura chiuso da un portale di foggia cinquecentesca sormontato dall'emblema nobiliare: due leoni addossati e coricati che sostengono sul dorso una torre merlata. Al di sopra dello stemma troneggia la statua della Madonna Immacolata. Nei pressi della torre si collocavano le carceri baronali, i magazzini per i viveri, la torre con guardiola e la piccola cappella al pian terreno che conserva ancora gli affreschi del Cristo Crocifisso e di una Madonna col Bambino.

#### Torri costiere di avvistamento

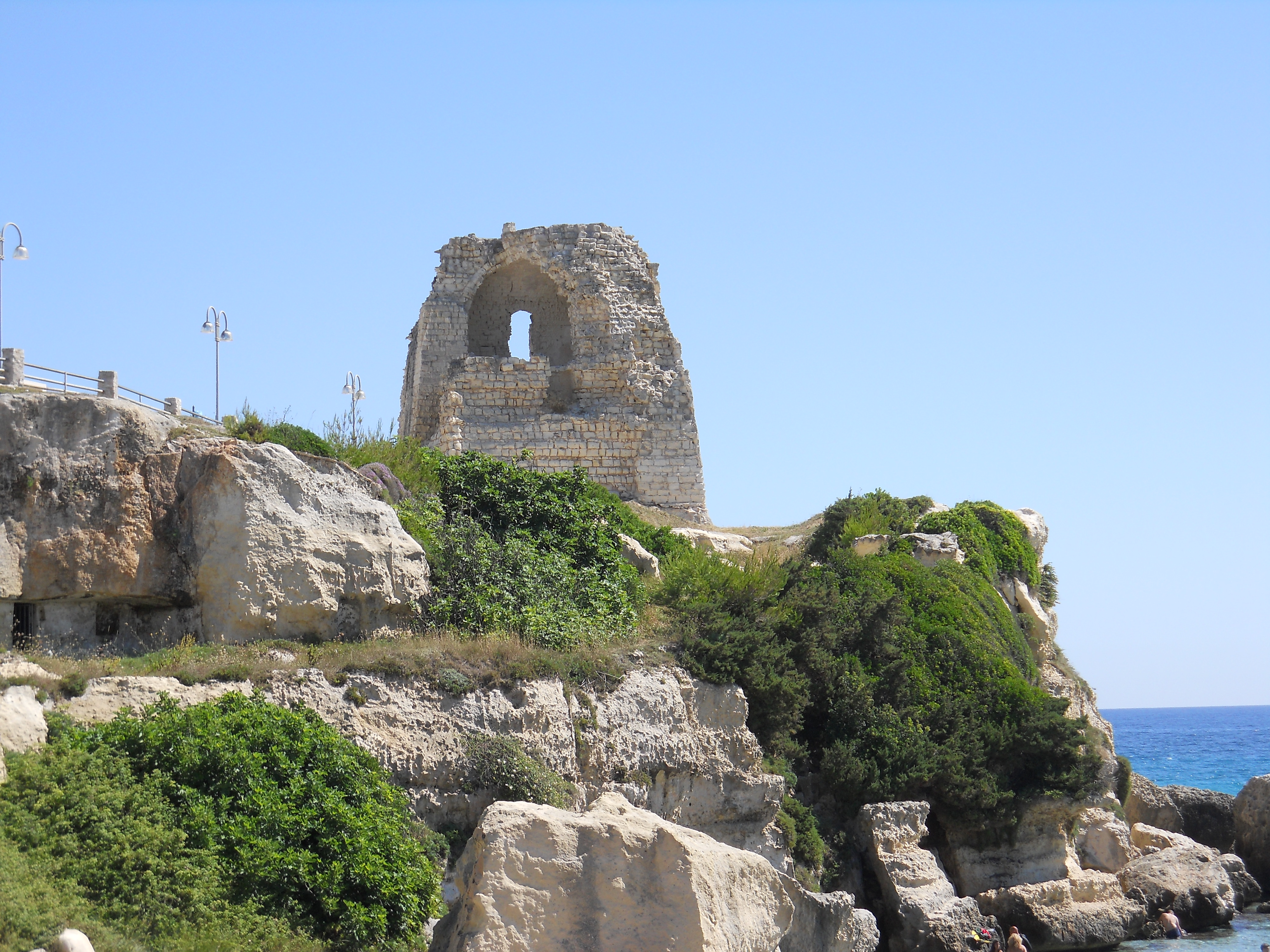
Torre dell'Orso

Tra le torri costiere del Salento il litorale di Melendugno ne ospita cinque, tutte realizzate nella seconda metà del XVI secolo:
- Torre Specchia Ruggeri
- Torre di San Foca
- Torre di Roca Vecchia
- Torre dell'Orso
- Torre Sant'Andrea

### Siti archeologici
Melendugno sul suo territorio ospita alcuni monumenti megalitici di importanza notevole:

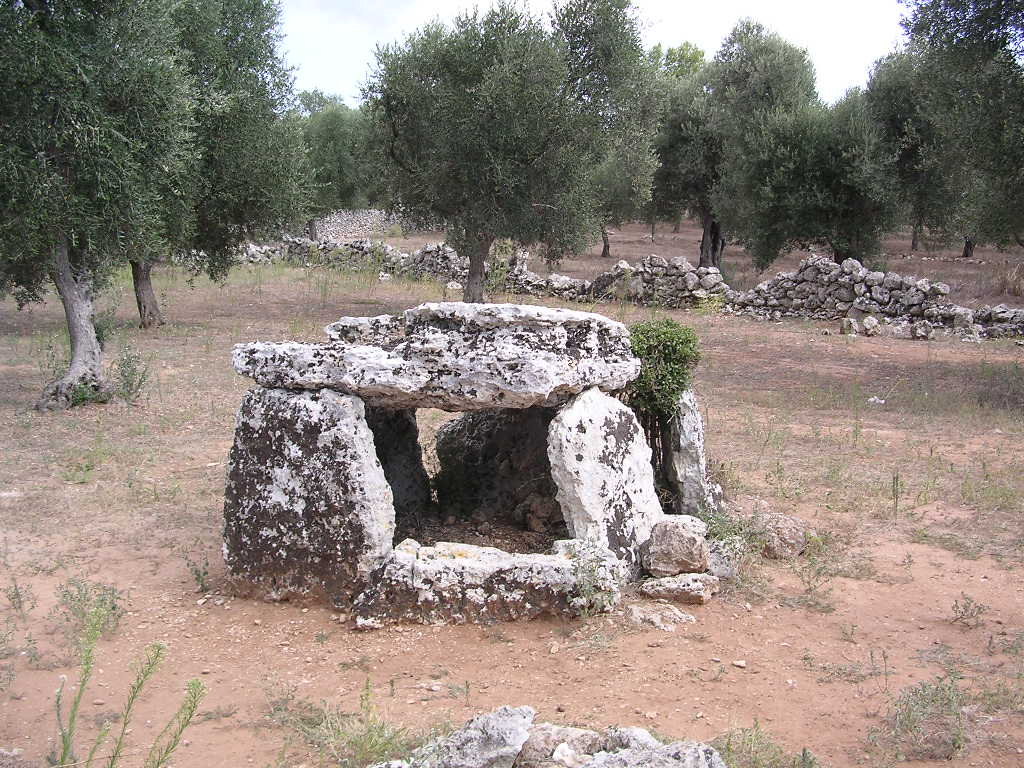
Dolmen Placa

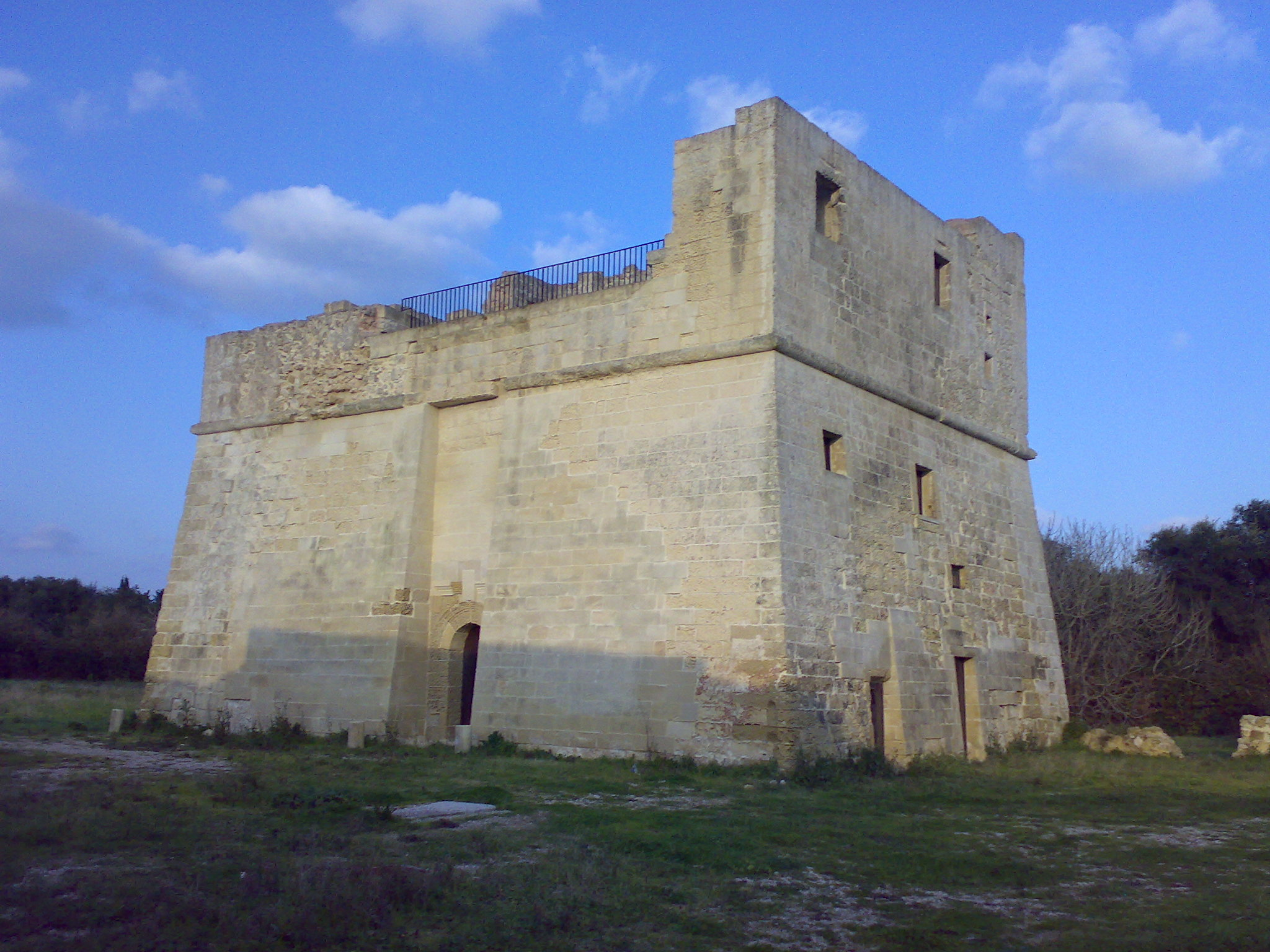
Torre di Roca Nuova

Scoperto dal Palumbo nel 1909, il dolmen posa su un banco di roccia affiorante ed è alto 85 cm. Presenta una lastra di copertura irregolare (secondo i rilievi di Cosimo De Giorgi di 205 x 160 x 158 x 170 cm) che poggia solo su 4 dei 7 piedritti osservati dal De Giorgi. Tale lastrone è variabile in spessore da 40 cm sul lato a W fino a 17 cm su quello a E. Due dei 4 ortostati presentano lesioni verticali e un albero di ulivo selvatico si è sostituito nella funzione statica di sostegno al piedritto a S che ha spostato di alcuni  cm di distanza dal lastrone. Una cuppella di 15 cm di diametro e di 20 cm di profondità è scavata sulla superficie del lastrone a W. L'apertura del megalite è collocata a SW. Si rinviene sulla provinciale per Calimera nel fondo Placa.
Dolmen Gurgulante
Il dolmen è collocato su un banco di roccia affiorante ed è alto 90 cm. Presenta un'apertura a NW e una superficie piena di formazioni licheniche e fortemente corrosa. Il lastrone di copertura a forma di rettangolo irregolare (200 x 150 cm circa) presenta uno spessore medio di 30 cm e poggia su 5 piedritti monolitici; lo spigolo smussato ad E non ha più il contatto con l'ortostato di sostegno. Si rinviene sulla provinciale per Calimera nel fondo Gurgulante.

### Altri siti
Roca Nuova
Roca Nuova è un villaggio cinquecentesco fondato dai profughi di Roca Vecchia, città distrutta nel 1544 per ordine di Ferrante Loffredo, governatore della provincia di Terra d'Otranto. Il villaggio, situato nelle campagne dell'entroterra lungo la strada provinciale che collega Melendugno a Torre dell'Orso, era costituito da modesti ambienti abitativi, comprendenti anche stalle e fienili, e da una piccola chiesa dedicata a San Vito martire con funzione parrocchiale dal 1589 al 1925, quando la parrocchia fu soppressa con l'abbandono dell'insediamento avvenuto nella seconda metà del XIX secolo per cause legate alle condizioni malsane del territorio e trasferita nella vicina San Foca con il titolo di Parrocchia di Roca Nuova in San Foca. Un'imponente torre rettangolare fu eretta a difesa dell'abitato. Il casale nel 1646 contava 60 anime, 95 anime nel 1699, nel 1720 gli abitanti erano 130, nel 1805 contava 150 famiglie, scese a 105 nel 1850. Nel 1879 le famiglie erano scese addirittura a sole 2, residenti nelle masserie intorno al centro.
Il territorio parrocchiale era ampio, comprendendo Roca Nuova, Roca Vecchia, San Foca, Torre dell'Orso e Sant'Andrea; una tipica parrocchia rurale in cui la popolazione era sparsa su un territorio assai vasto, sparsa nelle varie masserie. Quindi Roca Nuova non era altro che il centro di quella quindicina di masserie che da Melendugno occupavano l'area fino al litorale.
La torre aveva mura bastionare a scarpa e si componeva di 3 piani. Al piano terra vi era un grande sala dalla volta a botte adibita a sala da pranzo dai locali baroni e diverse feritoie per la difesa. Al primo piano vi era un piccolissimo ambiente adibito a posto di guardia da dove i soldati potevano lanciare le saette e sparare con gli archibugi. Si vedono due altre stanze, il soggiorno estivo dei signorotti locali. Entrambe erano adibite a camere da letto, con un grande camino e diverse mensole. Nella seconda stanza si vede una scala che i castellani usavano per nascondersi e per portarsi silenziosamente al secondo piano senza essere visti. Al secondo piano, il più importante, sebbene oggi mancante di tetto, vi era la Santa Barbara del casale di Roca Nuova. Sui muri est e nord ci sono una serie di camini, i quali servivano per attizzare le micce della polvere per sparare con gli archibugi o con i cannoni attraverso fessure ricavate all'interno degli stessi camini e altre feritoie. Lungo tutta la muraglia esterna del castello si notano le caditoie da dove i soldati buttavano pietre, acqua e olio bollente contro gli eventuali invasori. Nei sotterranei sono presenti le prigioni baronali, in cui sono presenti diversi graffiti. Alcuni detenuti erano marinai, come svelano le raffigurazioni di barche e galeoni. Ma sui muri è presente anche San Niceta il Goto, Patrono di Melendugno, un vaso traboccante d'acqua, il sole, i cui raggi indicano i giorni di permanenza in prigione.
Roca Vecchia
Roca Vecchia è una località costiera dell'Adriatico, importante sito archeologico. La località ospita una cinquecentesca torre di avvistamento, le rovine del castello, il Santuario della Madonna di Roca del XVII secolo e le due grotte Posia (erroneamente note come Poesia). Queste ultime sono delle grotte carsiche invase dall'acqua del mare in cui, le iscrizioni messapiche (ma anche latine e greche) presenti sulle sue pareti fanno ipotizzare che fossero anticamente un luogo di culto del dio Taotor. Roca venne frequentata a partire dall'età del Bronzo come rilevato dagli scavi effettuati che hanno evidenziato un imponente sistema di fortificazioni risalente al XV-XI secolo a.C. Subì numerosi saccheggi e distruzioni e fu definitivamente rasa al suolo nel 1544.
Grotta di San Cristoforo
La grotta è situata nella baia di Torre dell'Orso. Si apre nella parete di roccia sul lato sud-orientale della baia e si presenta come un'escavazione a pianta rettangolare, probabilmente eseguita tra il IV e il III secolo a.C. La grotta fu frequentata in diversi periodi storici e le pareti interne conservano ancora alcune iscrizioni greche, latine e medievali. La cavità fu frequentata da navigatori e mercanti che si apprestavano ad attraversare (o avevano appena attraversato) il canale d'Otranto, esprimendo al Dio, attraverso queste iscrizioni, voti, dediche ed invocazioni.

## Società

### Evoluzione demografica
Abitanti censiti

### Etnie e minoranze straniere
Al 31 dicembre 2023 a Melendugno risultano residenti 429 cittadini stranieri. Le nazionalità principali sono:

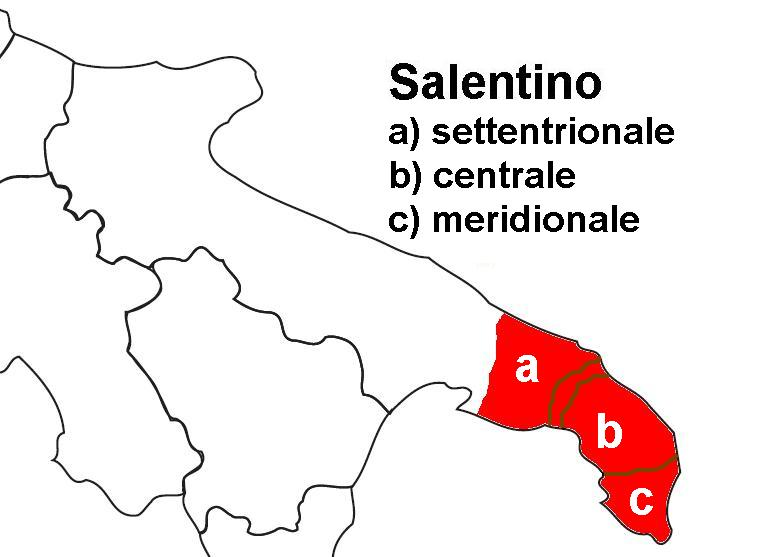
Diffusione del dialetto salentino

1. Romania - 98
2. Nigeria - 30
3. Siria - 20
4. Albania - 16
5. Marocco - 16

### Lingue e dialetti
Il dialetto parlato a Melendugno è il dialetto salentino nella sua variante centrale che corrisponde al dialetto leccese. Il dialetto salentino, appartenente alla famiglia delle lingue romanze e classificato nel gruppo meridionale estremo, si presenta carico di influenze riconducibili alle dominazioni e ai popoli stabilitisi in questi territori nei secoli: messapi, greci, romani, bizantini, longobardi, normanni, albanesi, francesi, spagnoli.

### Tradizioni e folclore
- Festa del patrono San Niceta 15 e 16 settembre (presso Chiesa madre di Maria SS. Assunta)
- Festa dei Santi Medici (presso Cappella dell'Addolorata) - 26 settembre
- Festa della Madonna di Roca (Roca Vecchia) - seconda domenica di maggio
- Festa di Sant'Antonio presso l'edicola a Lui dedicata (Via Borgagne)
- Festa di San Luigi presso l'edicola a Lui dedicata (S.P. Melendugno-San Foca)
- Festa di Sant'Antonio patrono di Borgagne (Borgagne) - 28 e 29 di agosto
- Festa della Madonna del Carmine (Borgagne) - 15 e 16 luglio
- Festa di San Foca (San Foca) - 18 e 19 agosto
- Festa di San Vito 15 giugno (Roca Nuova)

## Cultura

### Istruzione

#### Biblioteche
- Biblioteca comunale - centro culturale Koinè, dedicata a Rina Durante, poetessa contemporanea natia di Melendugno.

#### Scuole
- Istituto comprensivo "Rina Durante", articolato in: 
  - Scuola materna statale (Melendugno)
  - Scuola materna comunale (Melendugno)
  - Scuola materna statale (Borgagne)
  - Scuola primaria (Melendugno)
  - Scuola primaria (Borgagne)
  - Scuola secondaria di I grado (Melendugno)
  - Scuola secondaria di I grado (Borgagne)

## Geografia antropica

### Frazioni e località
L'agglomerato di Borgagne è l'unica frazione del comune.
San Foca e Torre Specchia Ruggeri sono due località che hanno mantenuto la loro dimensione di piccoli villaggi di pescatori. A San Foca è presente un porto turistico che, a seguito delle ristrutturazioni che lo hanno interessato nei primi anni 2000, è composto da una banchina di 200 metri e da 3 pontili galleggianti per un totale di 150 posti barca. La località balneare di Torre Specchia Ruggeri è divisa tra i comuni di Vernole e Melendugno.
Torre dell'Orso e Torre Saracena sono due località prettamente turistiche, con un grande sviluppo di villaggi-hotel residenziali. Il forte sviluppo residenziale, tuttavia, non ha danneggiato il paesaggio e l'incontaminata natura, lasciando una costa intatta, dove rilievi rocciosi si alternano a spiagge dalla sabbia fine.

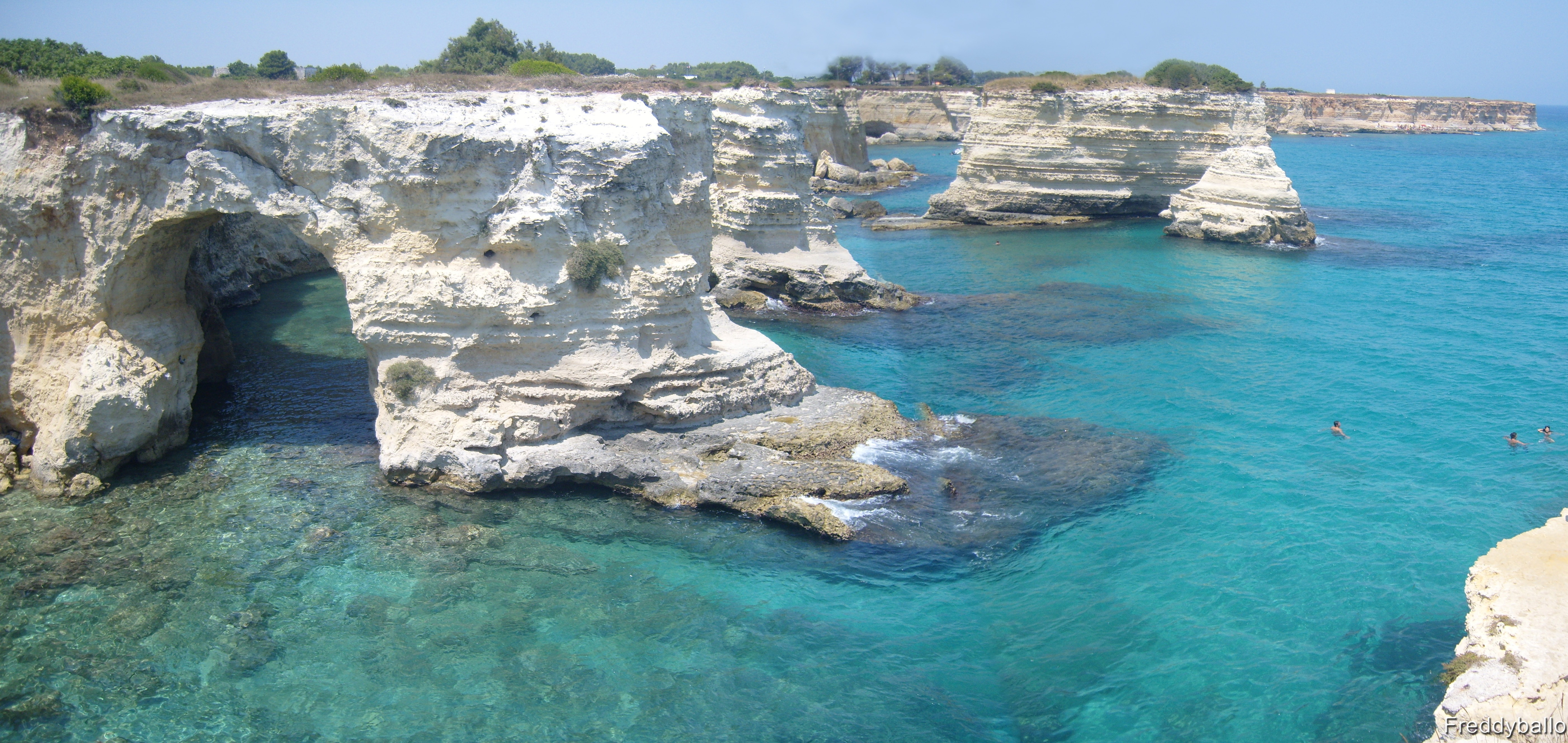
I faraglioni e la "Punta de lu Pepe" a Sant'Andrea

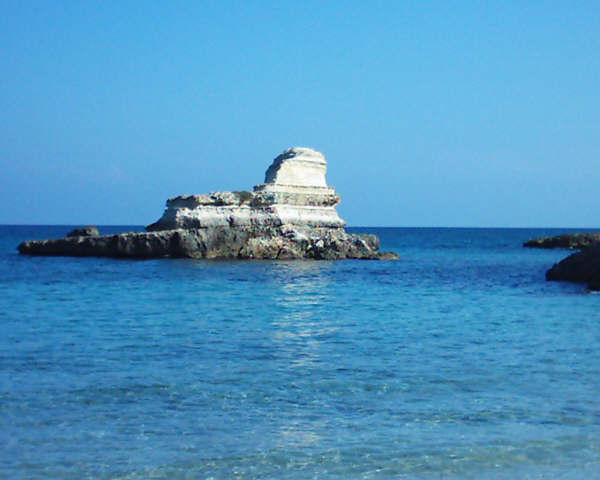
Il Tafaluro, scoglio caratteristico di Sant'Andrea

Sant'Andrea è una località balneare che sorge nella zona dell'agro di Melendugno che confina con l'agro di Otranto. È caratterizzata da una spiaggetta tra alte falesie friabili. La costa a nord, appartenente a Melendugno, è alta e rocciosa e subito dopo il faro, prende il nome di Bastimento, Punta del Pepe e Colonnina".
Approdo di pescatori situato sul Mare Adriatico, a 2 km dalla più nota località balneare di Torre dell'Orso, dista 14 km in direzione nord da Otranto e 30 km in direzione sud-est da Lecce. Molto noti sono i suoi faraglioni, che attraggono grandi quantità di turisti e amanti dei paesaggi incontaminati.
È stata premiata più volte con la Bandiera Blu d'Europa per la limpidezza delle acque e nel corso degli anni 2000 è stata scenario di uno spot televisivo di Wind con Ezio Greggio.

## Economia
Nell'ambito dell'economia pugliese Melendugno e Borgagne (che si trovano nell'entroterra) hanno sviluppato maggiormente l'agricoltura con uliveti che occupano grandi aree in tutta la zona.

## Infrastrutture e trasporti

### Strade
I collegamenti stradali che interessano il comune sono:
- Strada statale 16 Adriatica Lecce-Maglie.
- Strada provinciale 2, da Vernole;
- Strada provinciale 3, da Borgagne;
- Strada provinciale 29, da Calimera;
- Strada provinciale 145, da San Foca;
- Strada provinciale 146, da Carpignano Salentino;
- Strada provinciale 297, da Torre dell'Orso.

### Gasdotti
A Melendugno, in zona masseria del Capitano, è situato il terminale di ricezione PRT (Pipeline Receiving Terminal) del gasdotto Trans Adriatic Pipeline, parte del corridoio meridionale del gas.

## Amministrazione

Gonfalone comunale

Di seguito è presentata una tabella relativa alle amministrazioni che si sono succedute in questo comune.
| Periodo          | Periodo          | Primo cittadino            | Partito                     | Carica  | Note   |
| ---------------- | ---------------- | -------------------------- | --------------------------- | ------- | ------ |
| 13 luglio 1985   | 9 luglio 1990    | Damiano Maria Cosimo Potì  | Partito Socialista Italiano | Sindaco | [ 13 ] |
| 9 luglio 1990    | 22 febbraio 1993 | Damiano Maria Cosimo Potì  | Partito Socialista Italiano | Sindaco | [ 13 ] |
| 22 febbraio 1993 | 24 aprile 1995   | Antonio Cretì              | Partito Socialista Italiano | Sindaco | [ 13 ] |
| 24 aprile 1995   | 14 giugno 1999   | Niceta Corvino             | centro-sinistra             | Sindaco | [ 13 ] |
| 15 giugno 1999   | 14 giugno 2004   | Giordano Carrozzo          | lista civica                | Sindaco | [ 13 ] |
| 15 giugno 2004   | 8 giugno 2009    | Luigi Roberto Felline      | centro-sinistra             | Sindaco | [ 13 ] |
| 9 giugno 2009    | 23 ottobre 2011  | Vittorio Potì              |                             | Sindaco | [ 13 ] |
| 8 maggio 2012    | 11 giugno 2017   | Marco Marcello Niceta Potì | lista civica                | Sindaco | [ 13 ] |
| 11 giugno 2017   | 13 giugno 2022   | Marco Marcello Niceta Potì | lista civica                | Sindaco | [ 13 ] |
| 13 giugno 2022   | in carica        | Oronzo Maurizio Cisternino | lista civica                | Sindaco | [ 13 ] |

## Sport

### Calcio
La Goleador Melendugno partecipa al campionato di Promozione e gioca le proprie partite presso il campo sportivo A. Dell'Anna.

### Volley
La Goleador Volley Melendugno milita nel campionato italiano di Serie A2 2023-2024 di pallavolo femminile.

### Rugby
Il campo sportivo A. Dell'Anna ha ospitato le partite casalinghe della Svicat Rugby Lecce, militante nel campionato di Serie B 2013-2014 e Serie B 2014-2015. In quell'occasione lo stadio fu ribattezzato Svicat Stadium, per poi essere abbandonato dopo la retrocessione del sodalizio salentino.

### Impianti sportivi
- Campo sportivo A. Dell'Anna, via Campo sportivo
- Campo di calcio Barone, via Palermo (Frazione Borgagne)
- Circolo tennis Melendugno, via Campo Sportivo
- Circolo Padel Melendugno, via Campo Sportivo
- Piscina Acquapool Melendugno, via Campo Sportivo